# Out of the Furnace
Out of the Furnace és una pel·lícula nord-americana de 2013, dirigida per Scott Cooper i amb un guió a càrrec de Cooper i Brad Ingelsby. Produïda per Ridley Scott i Leonardo DiCaprio per a Relativity Media, la pel·lícula és protagonitzada per Christian Bale, Casey Affleck, Woody Harrelson, Zoe Saldana, Forest Whitaker, Willem Dafoe i Sam Shepard. La cinta va tenir una estrena limitada als cinemes de Los Angeles i Nova York el 4 de desembre del 2013, seguida per una estrena nacional el 6 de desembre d'aquell mateix any.

## Sinopsi
Russell Baze (Christian Bale) té un germà menor Rodney (Casey Affleck). Tots dos viuen a Rust Belt, una zona desindustrialitzada que registra l'índex d'atur més alt dels Estats Units. Russell treballa en una fàbrica mentre que el seu germà Rodney no vol seguir la feina familiar i es dedica a les baralles de carrer, les quals aconsegueix per mitjà de John Petty (Willem Dafoe), el qual està fart d'aconseguir baralles a Rodney perquè cada vegada acaba guanyant; aleshores, un dia, arriba a Harlan DeGroat (Woody Harrelson) per donar-los a les seves vides una volta de 180 graus.

## Repartiment
- Christian Bale com a Russell Baze
- Woody Harrelson com a Harlan DeGroat
- Casey Affleck com a Rodney Baze Jr
- Forest Whitaker com a Wesley Barnes
- Willem Dafoe com a John Petty
- Tom Bower com a Dan Dugan
- Zoë Saldana com a Lena Taylor
- Sam Shepard com a Gerald "Red" Baze

## Producció
La pel·lícula va ser produïda per Relativity Media, Appian Way Productions, Red Granite Pictures i Scott Free Productions, amb Jeff Waxman, Tucker Tooley, Brooklyn Weaver, Riza Aziz, Joey McFarland, Joe Gatta, Danny Dimbort i Christian Mercuri com a productors executius. El director Scott Cooper va llegir un article sobre Braddock, Pennsilvània, una ciutat de la indústria siderúrgica en declivi fora de Pittsburgh, i els esforços per revitalitzar-la. Després de la seva visita, Cooper es va inspirar per utilitzar el barri com a teló de fons per a una pel·lícula. Cooper va desenvolupar la història a partir de The Low Dweller, un guió especificat escrit per Brad Ingelsby al qual s'adjuntaven l'actor Leonardo DiCaprio i el director Ridley Scott. Rupert Sanders havia estat adscrit a la direcció el 2009, però va abandonar a causa de conflictes de programació. L'estudi va oferir el guió a Cooper, que va reescriure, basant-se en la seva experiència de créixer als Apalatxes i perdre un germà a una edat jove. DiCaprio i Scott es van quedar com a productors de la pel·lícula. La història no té cap relació amb Out of This Furnace, una novel·la històrica de 1941 de Thomas Bell, ambientada a Braddock. The Hollywood Reporter va informar que el pressupost de la pel·lícula era de 22 milions de dòlars.